# Rotholma naturreservat
Rotholma naturreservat är ett naturreservat i Norrtälje kommun i Stockholms län.
Området är naturskyddat sedan 2016 och är 91 hektar stort. Reservatet består av grandominerad barrblandskog med inslag av lövträd samt mindre partier av sumpskog.